# Зараз вибухну
«Зараз вибухну» — кінофільм режисера Херардо Наранхо, що вийшов на екрани в 2008 році.

## Зміст
П'ятнадцятирічна Мару - «погана дівчинка», що має до того ж проблеми з алкоголем. Роман - зіпсований багатенький синок відомого політика. Познайомившись на вечірці, вони закохуються одне в одного. Тепер їхня мета - втекти від усіх. Куди очі дивляться. Вони забираються в будинок батьків Романа, щоб прихопити речі.

## Ролі
| Актор                  | Роль |
| ---------------------- | ---- |
| Хуан Пабло Де Сантьяго | -    |
| Марія Дешам            | -    |
| Марта Клаудія Морено   | -    |
| Даніель Хіменес Качо   | -    |
| Ребекка Джонс          | -    |
| Ренато Орнелас         | -    |
| Marcela Espeso         | -    |
| Густаво Гонзалез       | -    |
| Carlos Narro           | -    |
| Деніс Сото             | -    |

## Знімальна група
- Режисер — Херардо Наранхо
- Сценарист — Херардо Наранхо
- Продюсер — Пабло Круз, Гантер Грей, Алейна де ла Мата
- Композитор — Жорж Делерю